# Antônio de Oliveira Godinho
Antônio de Oliveira Godinho (Carmo da Cachoeira,23 de janeiro de 1920 - São Paulo, 17 de outubro de 1992) foi um sacerdote e político brasileiro.
Em 1959 iniciou seu primeiro mandato de quatro anos como deputado estadual em São Paulo, pela UDN. Foi eleito deputado federal em dois mandatos subsequentes: 1963 a 1967 e 1967 a 1971 pela coligação da União Democrática Nacional (UDN) com o Partido Democrata Cristão (PDC) e o Partido Rural Trabalhista (PRT). Foi membro da Academia Sul Mineira de Letras.
Em 26 de novembro de 1963, Padre Antonio de Oliveira Godinho fez um pronunciamento, sob forma de discurso, na Câmara Federal, em Brasília, lamentando a perda fatídica do Presidente americano John Kennedy, assassinado em Dallas, no Texas. Seu discurso, calorosamente saudado pelo Plenário, encontra-se registrado nos anais do Congresso Nacional, foi posteriormente gravado em vinil e, por determinação das autoridades da Ditadura Militar no Brasil, foi recolhido após a sua cassação em 1969.
Segundo o Deputado Padre Godinho, “Enquanto houver homens como eles, [Abraham Lincoln e John Kennedy] a liberdade não perecerá sobre a face da terra, pois ela não pede apenas líderes, exige também os mártires.”
Foi cassado em 1969 e teve seus direitos políticos suspensos por 10 anos. Sem os recebimentos de deputado, Antonio Godinho passa a fazer traduções das obras de literatura italiana, tais como as de Pasolini e Alberto Moravia. Em 1962, traduziu do latim a Encíclica Mater e Magistra.
Em novembro de 1979, com extinção do bipartidarismo, recupera os direitos políticos e filia-se ao Partido Trabalhista Brasileiro (PTB). Nos anos 80 passa a ser mais conhecido pela opinião pública devido ao seu ingresso na equipe de comentaristas do telejornal vespertino Record em Notícias (1973-1996), chamado popularmente de Jornal da Tosse.
Padre Godinho escreveu alguns livros, entre eles um livro de memórias e o Catolicismo, comunismo e outros assuntos (1947).
Em 1979 assumiu a diretoria do Museu de Arte Sacra de São Paulo. Em 1983 publicou o livro Museu de Arte Sacra de São Paulo.
Faleceu em São Paulo, em 17 de outubro de 1992.